# Alopecosa cuneata
Espèce
Synonymes
- Araneus cuneatus Clerck, 1757
- Lycosa vorax Hahn, 1833
- Lycosa clavipes C. L. Koch, 1834
- Lycosa alpica C. L. Koch, 1834
- Lycosa armillata Walckenaer, 1837

Alopecosa cuneata est une espèce d'araignées aranéomorphes de la famille des Lycosidae.

## Distribution
Cette espèce se rencontre en Europe, en Turquie, en Russie, au Kazakhstan et en Chine.

## Description

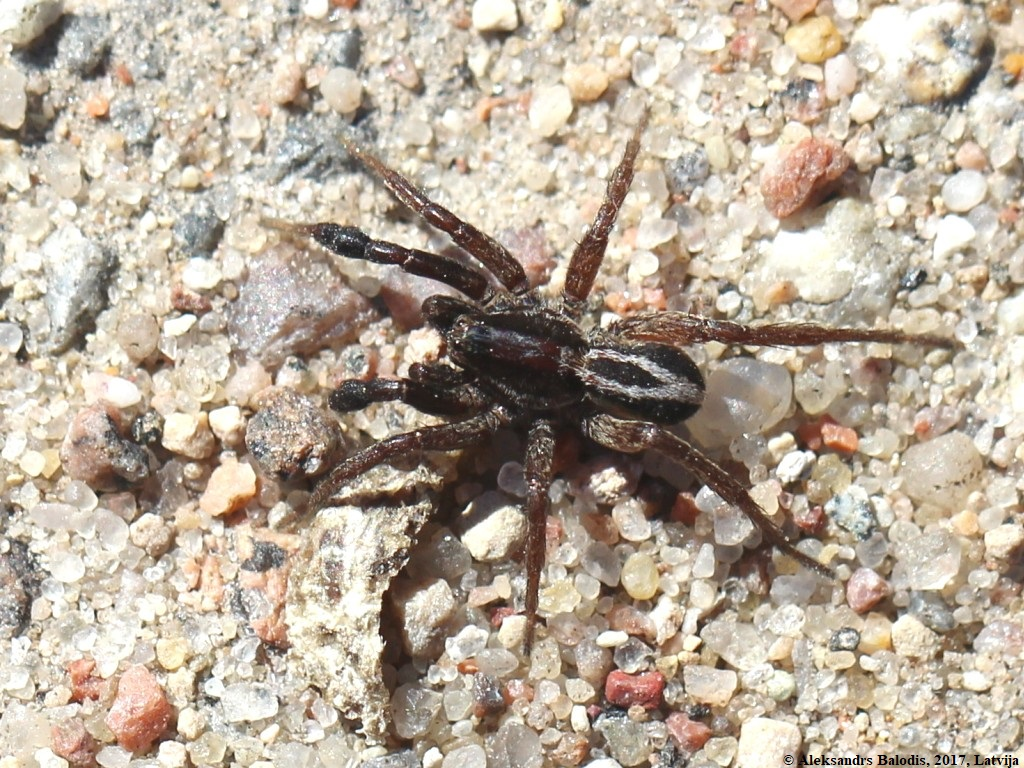
Alopecosa cuneata

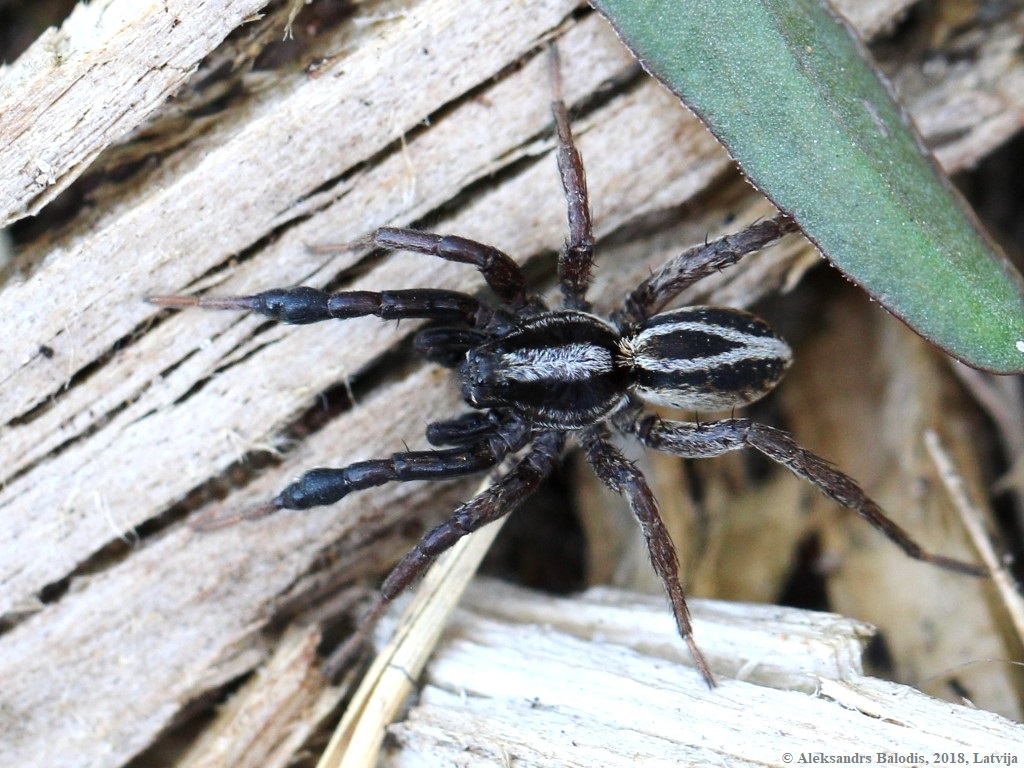
Alopecosa cuneata

Les mâles mesurent de 6,5 à 7 mm et les femelles de 7 à 8,5 mm.

## Publication originale
- Clerck, 1757 : Svenska spindlar, uti sina hufvud-slågter indelte samt under några och sextio särskildte arter beskrefne och med illuminerade figurer uplyste. Stockholmiae, p. 1-154.